# Discoteca silenciosa

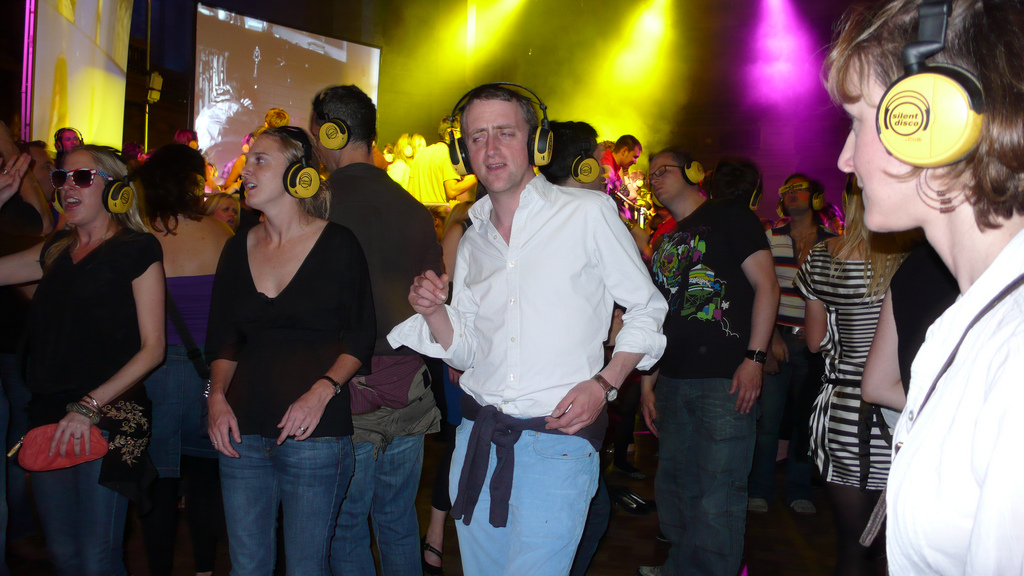
Discoteca silenciosa no Edinburgh Festival Fringe (2008)

Discoteca silenciosa, mais conhecida por silent disco (inglês), é uma discoteca onde as pessoas dançam com música escutada por fones de ouvido. Em vez de usar um sistema de colunas, a música é enviada através de um transmissor FM para fones de ouvido sem fio usados pelos participantes. Sem os auscultadores, cria-se a sensação de uma sala cheia de pessoas a dançar para nada. Normalmente, dois DJs competem por audiência. As discotecas silenciosas são populares em festivais de música, pois permitem as pessoas dançar em horários quando o ruído é proibido. Eventos similares são as reuniões chamados mobile clubbing, onde um grupo de pessoas dançam ao que ouvem nos seus leitores de música pessoais.